# Pseudounka
Pseudounka is een geslacht van rechtvleugeligen uit de familie krekels (Gryllidae). De wetenschappelijke naam van dit geslacht is voor het eerst geldig gepubliceerd in 2008 door Gorochov.

## Soorten
Het geslacht Pseudounka omvat de volgende soorten:
- Pseudounka buergersi Gorochov, 2008
- Pseudounka grisea Gorochov, 2008
- Pseudounka modesta Gorochov, 2008
- Pseudounka ulla Gorochov, 2008
- Pseudounka venosa Gorochov, 2008
- Pseudounka bicornis Gorochov, 2008
- Pseudounka pallens Gorochov, 2008
- Pseudounka silex Gorochov, 2008
- Pseudounka yapeni Gorochov, 2008
- Pseudounka jayapurae Gorochov, 2008
- Pseudounka manokwari Gorochov, 2008